# Radiospongilla indica
Radiospongilla indica är en svampdjursart som först beskrevs av Annandale 1907.  Radiospongilla indica ingår i släktet Radiospongilla och familjen Spongillidae. Inga underarter finns listade i Catalogue of Life.